# Hexactinella
Hexactinella is een geslacht van sponsdieren uit de klasse van de Hexactinellida.

## Soorten
- Hexactinella acanthacea Reiswig & Kelly, 2011
- Hexactinella aurea Reiswig & Kelly, 2011
- Hexactinella carolinensis Reiswig, Dohrmann, Pomponi & Wörheide, 2008
- Hexactinella divergens Tabachnick, 1990
- Hexactinella grimaldii Topsent, 1890
- Hexactinella labyrinthica Wilson, 1904
- Hexactinella lata (Schulze, 1886)
- Hexactinella lingua Ijima, 1927
- Hexactinella monticularis Lendenfeld, 1915
- Hexactinella rugosa Ijima, 1927
- Hexactinella simplex Reiswig & Kelly, 2011
- Hexactinella spongiosa Ijima, 1927
- Hexactinella ventilabrum Carter, 1885
- Hexactinella vermiculosa Ijima, 1927